# كاردونياش

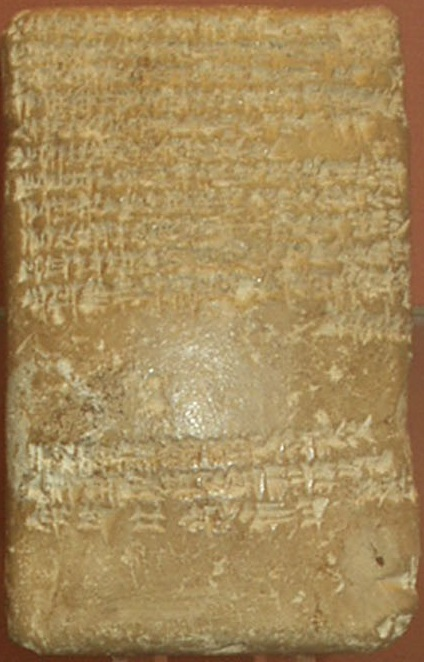
عكس حرف العمارنة 9.
(بدون الفقرة 1 على الوجه)

كاردونياش، مكتوب أيضًا كاردونياش، كارادونيش أو كارادونيش، هو مصطلح كاسي يستخدم للمملكة المتمركزة في بابل والتي أسستها سلالة الكيشيين. تم استخدامه في مراسلات رسائل العمارنة 1350-1335 قبل الميلاد، كما تم استخدامه بشكل متكرر في النصوص الآشورية الوسطى والآشورية الحديثة للإشارة إلى مملكة بابل. يستخدم الاسم Karaduniyaš بشكل أساسي في الحروف المكتوبة بين Kadashman-Enlil I ، أو Burna-Buriash ، ملوك بابل، وفرعون مصر القديمة- (تسمى: Mizri)، الحروف EA 1-EA 11، وهي مجموعة حروف فرعية، (EA لـ «العمارنة»). بعد ذلك بوقت طويل، تم استخدام نسخة من الاسم في التلمود البابلي مثل كاردونيا في إشارة إلى مواقع مماثلة.
هناك رسالتين إضافية في 382 – بريد إلكتروني العمارنة الإحضار أن الإشارة Karaduniyaš. الأول هو حرف تالف وجزئي، EA 200، (بدون مؤلف)، بخصوص " الأحلام "، (على غرار السوتيين)؛ العنوان: «عن الأحلام». الرسالة الثانية كاملة وغير تالفة، رسالة من أحد أبناء لبايا، - (موت بهلي، أو موت باعلو)، حرف EA 255.

## مثالين على رسالتين من كاردونياش

### EA 255، خطاب متبعل رقم. 1 من 2، العنوان:«لا توجد وجهة بعيدة جدًا»
يبدو أن الرسالة 255 لمتبعل، حول القوافل، تشير إلى أن موقعه في غرب الأردن، (بصفته «عمدة بيهيلو» - (بيلا الحديثة ، الأردن))، كان طريقًا تجاريًا مهمًا إلى الشرق إلى بابل، أو شمالًا إلى ميتاني.
قل يا الملك، سيدي وشمسى: هكذا موت بهل، عبدك، التراب عند قدميك، الوحل الذي تطأه. أسقط عند قدمي الملك، يا سيدي، سبع مرات وسبع مرات. أرسل الملك، سيدي، هيا إليّ ليقول، «قافلة إلى هناقلبات - (ميتاني)، هل هذا (الرجل) لإرساله، و (جميعكم) أرسلوه !» من أنا حتى لا أرسل في قافلة الملك، يا سيدي، مع رؤية [لا] ب 'أيو، والدي، [ كان يخدم] الملك، سيده، [ و ] هو [ نفسه ] ليرسل على [ كل القافلة] الجواب [ الذي ] الملك [يراه]. دع الملك، سيدي، يرسل قافلة حتى إلى كارادونياش . سأقوم بها شخصيا تحت حراسة مشددة جدا. -EA 255، الأسطر 1-25 (كاملة)

### EA 9، خطاب بورنا بوريش رقم. 4 من 6 العنوان:«ولاءات قديمة، طلب جديد»
(الفقرة 1، 1-6) قل- (qabu (qí- bil -ma)) إلى Nibhurrereya ، هكذا ملك كاراد [أون] إياش ، أخوك. بالنسبة لي كل شيء على ما يرام. بالنسبة لك، منزلك، نسائكم وبنيكم الخاص، بلد، يا أماه بك [ز] المتحكمة، يا الخيول، يا مركبة، قد يذهب كل شيء بشكل جيد للغاية.
(الفقرة 2، 7-18) منذ أن أعلن أجدادي وأجدادكم عن إعلان صداقة متبادل، قاموا بإرسال هدايا تحية جميلة لبعضهم البعض، ولم يرفضوا أي طلب لأي شيء جميل. وقد أرسلت أخي لي الآن 2 – أمناء من الذهب كما بلدي تحية هدية. الآن، (1) الذهب متوفر بكثرة، يفيض، أرسل لي قدر ما أرسله أسلافك، لكن إذا كان نادرًا، أرسل لي نصف ما أرسله أسلافك. لماذا أرسلني 2 – أمناء من الذهب؟ في الوقت الحالي، عملي في المعبد واسع النطاق، وأنا مشغول جدًا بتنفيذه. أرسل لي الكثير من الذهب. وأنت من ناحيتك، كل ما تريده من بلدي، اكتب لي حتى يؤخذ إليك.
(الفقرة 3، 19-38) في زمن كوريغالزو، جدي، كتب جميع الكنعانيين هنا، قائلين، «C [om] e إلى حدود البلاد حتى نتمكن من التمرد والتحالف [ مع] أنت!» أرسل لهم سلفي هذا (الرد) قائلاً، «انسوا أن تكونوا متحالفين معي. إذا أصبحت أعداء لملك مصر وتحالفت مع أي شخص آخر — أفلا أتيت وأسلبك؟ كيف يكون هناك تحالف معي؟» – من أجل سلفك، لم يستمع إليها جدي. الآن، بالنسبة لأتباعي الآشوريين - (أي أشور أوباليت الأول، الملك)، لم أكن من أرسلهم إليك. لماذا جاءوا إلى بلدك بناءً على سلطتهم؟ إذا كنت تحبني، فلن يقوموا بأي عمل على الإطلاق. ارسالهم لي تفريغ – سلم. أرسل لك كهدية ترحيب 3 – ميناس من اللازورد الأصلي، و 5 – فرق من الخيول لـ5 – عربات خشبية. - EA 9، الأسطر 1-38 (3 فقرات) (مكتمل)

## روابط خارجية
- صورة EA 9، الوجه، المتحف البريطاني ، والمناقشة.
- مقال عن رسائل العمارنة ، EA 9 (المسمى 162)
- EA 9, (incorrectly labelled 162) at Archive.is (نسخة محفوظة 2012-12-09)